# Eduardo Calvo
Eduardo Calvo Muñoz (Madrid, 26 marzo 1918 – Madrid, 13 agosto 1992) è stato un attore e doppiatore spagnolo.

## Biografia
Figlio dell'attore Rafael Calvo Ruiz de Morales e fratello minore dell'attore Rafael Luis Calvo, insieme a quest'ultimo seguì le orme del padre iniziando a lavorare nel cinema negli anni '40, con piccoli ruoli sullo schermo alternati al doppiaggio di film stranieri; Eduardo a Madrid e Rafael Luis a Barcellona. A differenza del fratello, Eduardo ebbe una presenza più costante sul grande schermo come attore e, dotato di una caratteristica voce dal timbro ruvido, doppiò regolarmente attori come John Carradine e Walter Brennan,. Inoltre si autodoppiò nei film in coproduzione da lui interpretati.
Come attore lavorò con registi quali Carlos Saura, Jaime de Armiñán, Juan Antonio Bardem, Luis García Berlanga, Pilar Miró, Pedro Almodóvar, Jesús Franco e Francisco Rodríguez. Ottenne popolarità in televisione nel 1974 quando interpretò il personaggio di Monipodio nella serie El pícaro trasmessa dalla TVE. Altri memorabili doppiaggi furono quello di Michael V. Gazzo ne Il padrino parte II (1975) e quello di Alfred Hitchcock nella serie televisiva Alfred Hitchcock presenta, trasmessa in Spagna nel 1983. Dalla metà degli anni '80 comparve in diverse serie televisive, sovente accreditato col nome di Yayo Calvo.

## Filmografia

### Cinema
- El verdugo, regia di Enrique Gomez (1948)
- La corrida della morte (Currito de la Cruz), regia di Luis Lucia (1949)
- Sin uniforme, regia di Ladislao Vajda (1950)
- Hermano menor, regia di Domingo Viladomat (1953)
- Orgullo, regia di Manuel Mur Oti (1955)
- La vida en un bloc, regia di Luis Lucia (1956)
- Macumba story (Diferente), regia di Luis María Delgado (1962)
- Whisky y vodka, regia di Fernando Palacios (1965)
- Un adulterio decente, regia di Rafael Gil (1969)
- Marcellino e padre Johnny (Johnny Ratón), regia di Vicente Escrivá (1969)
- E continuavano a chiamarlo figlio di... (El Zorro justiciero), regia di Rafael Romero Marchent (1969)
- Il giardino delle delizie (El jardín de las delicias), regia di Carlos Saura (1970)
- El apartamento de la tentación, regia di Julio Buchs (1971)
- Due maschi per Alexa (Fieras sin jaula), regia di Juan Logar (1971)
- Simón, contamos contigo, regia di Ramón Fernández (1971)
- La cera virgen, regia di José María Forqué (1972)
- Doppia coppia con regina (Alta tensión), regia di Julio Buchs (1972)
- La preda e l'avvoltoio (Un dólar de recompensa), regia di Rafael Romero Marchent (1972)
- Timanfaya (Amor prohibido), regia di José Antonio de la Loma (1972)
- Condenados a vivir, regia di Joaquín Luis Romero Marchent (1972)
- I tre del mazzo selvaggio (Pancho Villa), regia di Eugenio Martín (1972)
- La guerrilla, regia di Rafael Gil (1973)
- Disco rojo, regia di Rafael Romero Marchent (1973)
- I vizi morbosi di una giovane infermiera (Una gota de sangre para morir amando), regia di Eloy de la Iglesia (1973)
- El asesino está entre los trece, regia di Javier Aguirre (1973)
- El retorno de Walpurgis, regia di Carlos Aured (1973)
- Un casto varón español, regia di Jaime de Armiñán (1973)
- Santo contra el doctor Muerte, regia di Rafael Romero Marchent (1973)
- Una partita a tre (La chica del Molino Rojo), regia di Eugenio Martín (1973)
- Separación matrimonial, regia di Angelino Fons (1973)
- Qualcuno ha visto uccidere... (Un par de zapatos del '32), regia di Rafael Romero Marchent (1974)
- Super sexy vamp (Odio mi cuerpo), regia di León Klimovsky (1974)
- El amor del capitán Brando, regia di Jaime de Armiñán (1974)
- Gli occhi azzurri della bambola rotta (Los ojos azules de la muñeca rota), regia di Carlos Aured (1974)
- El mariscal del infierno, regia di León Klimovsky (1974)
- Fin de semana al desnudo, regia di Mariano Ozores (1974)
- Una pareja... distinta, regia di José María Forqué (1974)
- La boda o la vida, regia di Rafael Romero Marchent (1974)
- La revolución matrimonial, regia di José Antonio Nieves Conde (1974)
- Cuando el cuerno suena..., regia di Luis María Delgado (1975)
- La venganza de la momia, regia di Carlos Aured (1975)
- La cruz del diablo, regia di John Gilling (1975)
- Addio innocenza addio (¡Ya soy mujer!), regia di Manuel Summers (1975)
- Il giustiziere sfida la polizia (Una libélula para cada muerto), regia di León Klimovsky (1975)
- ¡Jo, papá!, regia di Jaime de Armiñán (1975)
- Promessa sposa (Pepita Jiménez), regia di Rafael Moreno Alba (1975)
- Pascual Duarte, regia di Ricardo Franco (1976)
- La amante perfecta, regia di Pedro Lazaga (1976)
- Perversità (La petición), regia di Pilar Miró (1976)
- Vuelve, querida Nati, regia di José María Forqué (1976)
- El anacoreta, regia di Juan Estelrich (1976)
- Inquisición, regia di Paul Naschy (1977)
- Tengamos la guerra en paz, regia di Eugenio Martín (1977)
- In memoriam, regia di Enrique Brasó (1977)
- Fuga dall'inferno (El perro), regia di Antonio Isasi (1977)
- Nunca es tarde, regia di Jaime de Armiñán (1977)
- Casa de citas, regia di Jesús Yagüe (1978)
- Soldados, regia di Alfonso Ungría (1978)
- 7 días de enero, regia di Juan Antonio Bardem (1979)
- Compañero de viaje, regia di Clemente de la Cerda (1979)
- Paco l'infaillible, regia di Didier Haudepin (1979)
- El crimen de Cuenca, regia di Pilar Miró (1980)
- Yo hice a Roque III, regia di Mariano Ozores (1980)
- El hombre de moda, regia di Fernando Méndez-Leite (1980)
- Gary Cooper, que estás en los cielos..., regia di Pilar Miró (1980)
- Sus años dorados, regia di Emilio Martínez Lázaro (1980)
- Demasiado para Gálvez, regia di Antonio Gonzalo (1981)
- Duelo a muerte, regia di Rafael Romero Marchent (1981)
- Corazón de papel, regia di Roberto Bodegas (1982)
- La vaquilla, regia di Luis García Berlanga (1985)
- Réquiem por un campesino español, regia di Francesc Betriu (1985)
- Hierro dulce, regia di Francisco Rodríguez Fernández (1987)
- L'agguato (Al acecho), regia di Gerardo Herrero (1988)
- Quimera, regia di Carlos Pérez Ferré (1988)
- Donne sull'orlo di una crisi di nervi (Mujeres al borde de un ataque de nervios), regia di Pedro Almodóvar (1988)
- Intrighi e piaceri a Baton Rouge (Baton Rouge), regia di Rafael Moleón (1988)
- Diario d'inverno (Diario de invierno), regia di Francisco Regueiro (1988)
- Demasiado corazón, regia di Eduardo Campoy (1992)

### Televisione
- Tres eran tres – serie TV, un episodio (1973)
- Suspiros de España – serie TV, 2 episodi (1974)
- El pícaro – serie TV, 2 episodi (1974)
- El quinto jinete – serie TV, un episodio (1975)
- Paisaje con figuras – serie TV, 2 episodi (1977)
- Curro Jiménez – serie TV, 3 episodi (1977-1978)
- La barraca – serie TV, 9 episodi (1979)
- Estudio 1 – serie TV, 3 episodi (1979-1982)
- Anillos de oro – serie TV, un episodio (1983)
- La comedia – serie TV, un episodio (1983)
- Lecciones de tocador – serie TV, un episodio (1983)
- La bella Otero – serie TV, 4 episodi (1984)
- Teresa de Jesús – serie TV, 3 episodi (1984)
- Cuentos imposibles – serie TV, 3 episodi (1984)
- Los pazos de Ulloa – serie TV, 4 episodi (1985)
- Segunda enseñanza – serie TV, un episodio (1986)
- La voz humana – serie TV, un episodio (1987)
- Clase media – serie TV, 8 episodi (1988)
- Lorca, morte di un poeta (Lorca, muerte de un poeta) – serie TV, un episodio (1987)
- Sabbath – serie TV, un episodio (1989)
- El mundo de Juan Lobón – serie TV, un episodio (1989)
- Primera función – serie TV, un episodio (1989)
- La forja de un rebelde – serie TV, un episodio (1990)
- Don Chisciotte della Mancha (El Quijote de Miguel de Cervantes) – serie TV, un episodio (1991)
- Crónicas urbanas – serie TV, un episodio (1992)
- Celia – serie TV, 6 episodi (1993)

## Doppiatori italiani
- Ferruccio Amendola in Due maschi per Alexa
- Carlo Romano in La preda e l'avvoltoio